# ザ・ラッキー
ザ・ラッキーは、太神楽曲芸のグループ。関西演芸協会、太神楽曲芸協会所属。

## 概要
前身は1962年にラッキー幸治（当時:佐々木幸治）が中心に結成した「ラッキー・トリオ」（東京ラッキー・トリオとも表記した）。
東京拠点にしていたが後に大阪の千日劇場を擁する千土地興行で活動し、同社解散後は他の劇場を拠点とした。先妻との離婚などで1966年に「ラッキー･トリオ」を解散、その後は第1次「ザ･ラッキー」を弟子等と結成したが、弟子の失踪などで解散。1975年よりピンで活動。
1996年に後妻の優、長女の舞と第2次「ザ･ラッキー」を結成。現在はフリーで営業が中心。
ラッキー幸治芸歴70周年記念公演 豊来家一門会において、平成28年度文化庁芸術祭優秀賞受賞。

## メンバー
- ラッキー幸治（本名：水香 幸治（すいこう こうじ）、1940年5月18日 - 2017年8月26日）

大阪の生まれ、その後東京に過ごす。父は漫才師の林正二郎、母も林正二郎の相方であった林家春子。内海桂子は未婚の継母に当る。
1946年に6歳で太神楽曲芸師の豊来家宝楽に入門し、豊来家幸治の名で後見で初舞台。1950年には三浦奈美子に師事。「ラッキー･トリオ」時代は佐々木幸治を名乗る。
2017年8月26日、急性硬膜下血腫のため、死去。77歳没。
- ラッキー優（本名：水香 照子[1]）

幸治の妻。
- ラッキー舞（本名：水香 衣理（すいこう えり）[2]、1975年10月13日[2] - )

長女。1996年より父親に師事、2012年よりひとり高座を開始。

## ラッキー・トリオ時の在籍経験のあるメンバー
- 板東富士男
- 曽我部修（本名は同じ、1947年 - ）

愛媛の生まれ、1972年にラッキー幸治に入門、1973年の千日劇場が初舞台。
- 加藤幸子

ラッキー幸治の元妻。
- 大高弘義

「ジ・アース」の名で別のグループを結成していた事もある。後の大高ひろし。

## 出演番組
- 上方演芸ホール（NHK）

他

## 弟子
現在の弟子。
- 豊来家一輝
- 豊来家板里（揚野バンリ）
- ラッキー舞
- 豊来家玉之助
- 豊来家大治朗
- 豊来家幸輝（キビート）